# クレイグ・ベラミー
クレイグ・ダグラス・ベラミー（Craig Douglas Bellamy、1979年7月13日 - ）は、ウェールズ・カーディフ出身の元同国代表の元サッカー選手、サッカー指導者。ポジションはフォワード。

## 経歴

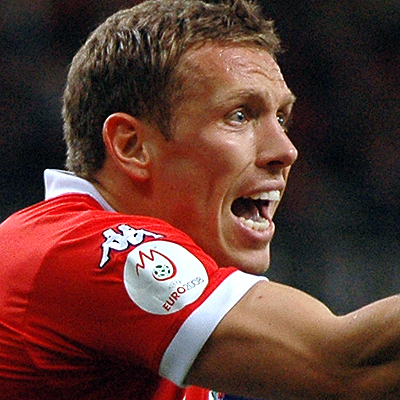
ウェールズ代表でのベラミー

ノリッジ・シティFCの下部組織で育ち、1997年3月15日のクリスタル・パレスFC戦でプロデビューを飾る。
2000年にコヴェントリー・シティFCに移籍したが活躍できず、それをクラブ側のせいにしたことから、コヴェントリーのファンから脅迫状まで届いた。2001年にニューカッスル・ユナイテッドFCに移籍したが、出場したUEFAチャンピオンズリーグの試合で相手に頭突きして3試合の出場停止処分を受けた。2002年、ナイトクラブで女性に暴行したとしてクラブから罰金を言い渡された。空港でコーチと喧嘩し、備品の椅子を放り投げる事件もあった。その後セルティックFC、ブラックバーン・ローヴァーズFCなどイギリスの中堅クラブを経て、2006年にリヴァプールFCに移籍。2005-2006シーズンはブラックバーン・ローヴァーズFCで17試合で13ゴールを挙げる活躍を見せた。しかし2007年、フェルナンド・トーレスの加入に押し出される形となり、僅か1年でウェストハム・ユナイテッドFCに移籍した。2009年1月19日、ブラックバーン時代の恩師、マーク・ヒューズ率いるマンチェスター・シティFCに移籍。同年12月19日、ヒューズが解任され、ロベルト・マンチーニが就任すると、監督に楯突き、出場機会が減少した。2010年8月からは故郷のカーディフを本拠地とするカーディフ・シティFCへレンタル移籍。
2011年8月31日に、マンチェスター・シティからリヴァプールへの移籍が決定した（マンチェスター・シティとの契約解除に伴いフリートランスファーでリヴァプールへ移籍）。契約年数は2年、背番号はマンチェスター・シティの頃と変わらず39を使う（リヴァプールへは4年ぶりの復帰となる）。
2012年8月10日、カーディフ・シティFCへ移籍。
2014年5月、現役引退を表明した。

### 代表歴
ウェールズ代表として1998年にデビューし、瞬く間に同国のスター選手となった。獲得タイトルはないが、ウェールズという地方だけで見れば素晴らしい栄誉を既に手にしている。2012年にはイギリス代表としてロンドンオリンピックメンバーに選出された。2013年10月に代表引退を表明。

### 指導者歴
現役引退後は、古巣カーディフ・シティのアカデミーで指導を行っていたが、2019年1月に若手選手に対する虐待行為が疑われたため、一時的にコーチの役割を外れることになった。同年6月20日、ベルギーのRSCアンデルレヒトU-21の監督に就任。2021年初めからマンチェスター・シティ時代の同僚のヴァンサン・コンパニが監督を務めるトップチームのアシスタントコーチに就任していたが、前年に告白したうつ病の治療のために9月12日に辞任。
2022年7月9日、コンパニが新監督に就任したバーンリーFCのアシスタントマネージャーに就任した。
2024年7月9日、ウェールズ代表の監督に就任した。

## 人物
私生活では、2006年6月、長年付き合っていたクレア・ジャンセンと結婚し、3人の子供を授かっている。息子のエリス・ベラミーはニューポート・カウンティAFCのアカデミーに所属するサッカー選手である。
問題児のイメージが常に付き纏うが、数千ポンド支援し、シエラレオネにサッカースクールを設立させるなど、チャリティー活動に積極的な一面を持つ。
2020年5月18日、メンタルヘルス啓蒙週間の始まりに合わせ、Sky Sportsのインタビューで自身が3、4年前にうつ病と診断されたこと、度重なる負傷が克服を困難にしたことを告白した。

## タイトル
クラブ
セルティックFC
- スコティッシュカップ (1): 2004-05

リヴァプールFC
- フットボールリーグカップ (1): 2011-12
- FAコミュニティ・シールド (1): 2006

個人
- PFA年間最優秀若手選手賞 (1): 2001-02